# AS3
Applicability Statement 3 (AS3) ist ein Standard über einen gesicherten Datentransport über das File Transfer Protocol (FTP) ergänzt um eine eigene Geschäfts- und Sicherungslogik (Applicability Statement) für den Einsatz im Electronic Data Interchange (EDI).
AS3 benutzt primär die Inhaltsdatensicherung per S/MIME, diese kann optional zusätzlich mit der Transportsicherung FTP über SSL (FTPS) gesichert werden. 
Charakteristisch an allen Varianten des Applicability Statement ist die eigene Protokollzwischenschicht mit dem Applicability Statement Header, welche den zwingenden Einsatz von sogenannten AS-ID vorsieht, die typischerweise (optional) eine öffentliche Kennung aus einem öffentlichen Register (wie beispielsweise DUNE oder GLN) für den Absender (AS-From) und Empfänger (AS-to) einsetzt. Nicht in den Stammdaten eines AS-Adapter hinterlegte AS-ID's werden mit der AS-Fehlermeldung „unbekannter Trading-Partner“ abgelehnt.
Das S/MIME-Zertifikat wird an diese AS-ID’s gekoppelt und erlaubt damit auch ein Routing beim Empfänger nur über die benutzte Kombination der Absender-Empfänger AS-ID’s ohne die Inhaltsebene anschauen zu müssen. 
Wurden bekannte AS-ID’s eingesetzt mit an der AS-ID gekoppeltem S/MIME-Zertifikat, dann wird der erfolgreiche Empfang mit einer nicht abstreitbaren Zustellquittung Message Disposition Notification (MDN) bestätigt (enthält einen Zeitstempel, Hash-Wert der empfangenen Nachricht und ist signiert vom Empfänger).

## Normen und Standards
Standardisiert ist AS3 als Request for Comments (RFC):
- RFC: <a href='https://datatracker.ietf.org/doc/html/rfc4823' class='extiw' title='rfc:4823'>4823</a> – FTP Transport for Secure Peer-to-Peer Business Data Interchange over the Internet. April 2007 (englisch).